# جرثوم أليف الهواء القليل

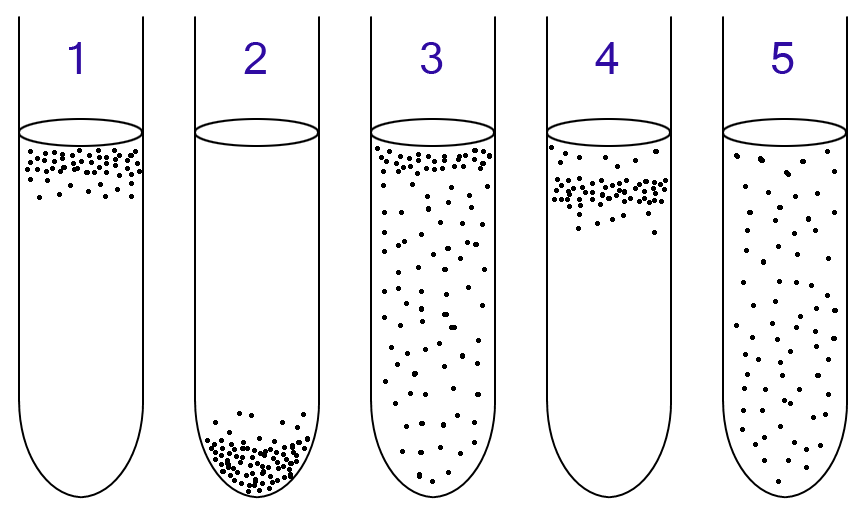
يمكن التعرف على الجراثيم حسب ألفتها للهواء عن طريق زرعها في أنابيب الاختبار من مَرَق الثيوغليكولات:
1: الجراثيم الهوائية المجبرة: تحتاج إلى الأكسجين لأنها لا تستطيع التخمير أو إجراء تنفس لا هوائي. تجتمع هذه الجراثيم في الجزء العلوي من الأنبوب حيث يكون تركيز الأكسجين هو أعلى ما يمكن.
2: الجراثيم اللاهوائية المجبرة: تتسمم بالأكسجين، لذلك تجتمع هذه الجراثيم في قاع الأنبوب حيث يكون تركيز الأكسجين أقل ما يمكن.
3: الجراثيم اللاهوائية المخيرة: تستطيع النمو مع أو بدون الأكسجين لأنها تستطيع أن تستقلب الطاقة هوائياً أو لا هوائياً. تجتمع هذه الجراثيم غالباً في الأعلى لأن التنفس الهوائي يولد أدينوسين ثلاثي الفوسفات (ATP) أكثر من التخمر أو التنفس اللاهوائي.
4: الجراثيم أليفة الهواء القليل: تحتاج للأكسجين لأنها لا تستطيع التخمير أو التنفس لاهوائياً. ومع ذلك، فهي تتسمم بالتراكيز العالية من الأكسجين. تجتمع هذه الجراثيم في الجزء العلوي من أنبوب الاختبار ولكن ليس في القمة.
5: الجراثيم المتحملة للهواء: لا تتطلب أكسجين لأنها تقوم باستقلاب الطاقة لاهوائياً. وعلى عكس الجراثيم اللاهوائية المجبرة، فإنها لا تتسمم بالأكسجين. يعثر عليها منتشرة بالتساوي في جميع أنحاء أنبوب الاختبار.

جُرثوم أليف الهَواء القَليل أو جُرثوم أليف الاعتياش بالهواء القليل (بالإنجليزية: Microaerophile)‏ هي جراثيم تحتاج الأكسجين للبقاء، لكنها تتطلب بيئات تحوي على مستويات من الأكسجين أقل مما هو موجود في الغلاف الجوي، حيث عادة تحتاج (O2=2-10٪). كما أن العديد من الجراثيم أليفة الهواء القليل لها ألفة لغاز ثنائي أكسيد الكربون، حيث تتطلب تراكيز مرتفعة منه (على سبيل المثال: أنواع الكامبيلوباكتر تحتاج 10٪ من CO2.

## الزرع
يمكن زرع الجراثيم أليفة الهواء القليل في مرطبان الشموع. مرطبانات الشموع هي أوعية يوضع بداخلها شمعة مضاءة قبل إغلاق غطاء الوعاء المحكم. تحترق شعلة الشمعة حتى تنطفئ بسبب افتقار الجو بالأوكسجين، مما يخلق جواً غنياً بغاز ثنائي أكسيد الكربون، فقيراً بالأكسجين.

تشمل الطرق الأخرى لإنشاء بيئة مناسبة للجراثيم أليفة الهواء القليل استخدام حزمة توليد وتبادل الغاز.

## أمثلة
- تعتبر أنواع الكامبيلوباكتر جراثيم أليفة الهواء القليل.[5][7]
- الملتوية البوابية، هي نوع من المتقلبات التي ارتبطت بالقرحة الهضمية وبعض أنواع التهاب المعدة.[8]

## روابط خارجية
- Characterization of an unclassified microaerophilic bacterium associated with gastroenteritis.[وصلة مكسورة]